# Gonomyia kama
Gonomyia kama är en tvåvingeart som beskrevs av Alexander 1963. Gonomyia kama ingår i släktet Gonomyia och familjen småharkrankar. Inga underarter finns listade i Catalogue of Life.